# 에스토니아 아이스하키 국가대표팀
에스토니아 아이스하키 국가대표팀(에스토니아어: Eesti jäähokikoondis)은 에스토니아를 대표하는 아이스하키 국가대표팀이다. 에스토니아 아이스하키 협회에서 운영하고 있다.

## 선수

### 주요 선수
- 로베르트 로바
- 안드레이 마크로브
- 라우리 라헤살루
- 알렉산데르 페트로브
- 막심 이바노브